# Il cuore criminale delle donne
Il cuore criminale delle donne (As Três Marias) è un film del 2002 diretto da Aluizio Abranches. Il soggetto trae origine dalla letteratura di cordel, tipica del nord del Brasile.
Girato in super 35 mm, uno dei principali intenti del regista, con questo suo film dai toni fortemente enfatici che richiamano vagamente la tragedia greca, era quello di evidenziare come le donne possano essere violente al pari degli uomini.

## Trama
Nello stato brasiliano di Bahia, a distanza di trent'anni dal loro ultimo incontro, Filomena Capadócio rifiuta nuovamente la possibilità di unirsi al suo vecchio spasimante Firmino Santos Guerra. L'uomo reagisce con rabbia e ordina ai suoi tre figli di uccidere il marito di Filomena, tra l'altro suo vecchio nemico, e i suoi due figli maschi nel modo più atroce possibile. Sconvolta dal massacro subito dalla sua famiglia, Filomena medita presto vendetta e raccoglie le sue tre giovani figlie femmine (Maria Francisca, Maria Rosa e Maria Pia) per incaricarle di contattare i tre assassini che dovranno portarle le teste dei tre figli di Firmino.
Ciascuna delle figlie parte alla ricerca di un killer da assoldare, riuscendo a portare a termine il loro intento. Ma alla fine l'imprevisto sviluppo degli eventi porterà loro stesse a doversi sporcare le mani di sangue in prima persona.

## Riconoscimenti e premi
Il film è stato presentato nel 2002 al Festival internazionale del cinema di Berlino nella sezione "Panorama", e nel 2003 anche all'International Film Festival Rotterdam.
Il cuore criminale delle donne nel 2002 ha ricevuto due premi: Wagner Moura è stato premiato come miglior attore al Cine Ceará - National Cinema Festival, mentre José Louzeiro è stato premiato per il migliore suono al Recife Cinema Festival. Il film ha inoltre ricevuto 4 candidature al Gran Premio del Cinema Brasiliano: Júlia Lemmertz e Marieta Severo sono state candidate al premio come miglior attrice, Martín Macías Trujillo per il miglior trucco, e André Abujamra per la migliore colonna sonora.